# Indipendentismo portoricano
L'indipendentismo portoricano è il movimento politico e culturale che ha come obiettivo l'indipendenza di Porto Rico e la creazione, nell'isola, di uno Stato sovrano.
Nel corso della storia, gli abitanti dell'isola hanno cercato l'indipendenza prima dalla Spagna (dal 1493 al 1898), e poi dagli Stati Uniti d'America: con la guerra ispano-americana del 1898, infatti, Porto Rico diviene un territorio non incorporato degli USA e viene definito uno Stato libero associato (o un Commonwealth).
Attualmente, Porto Rico non è indipendente, in quanto pienamente sottoposto alla legislazione americana; allo stesso tempo, però, Porto Rico non è considerato neanche uno Stato federato: ciò significa che i portoricani non possono, ad esempio, eleggere senatori, né il presidente degli Stati Uniti.
Secondo gli Stati Uniti Costituzione, l'unico organo che può concedere l'indipendenza a Porto Rico è il Congresso, non la Casa Bianca.
All'indipendentismo si contrappongono due correnti:
- chi vorrebbe che venisse mantenuto lo status quo (i cosiddetti pro-Commonwealth)
- chi vorrebbe che venisse avviato un processo di integrazione per far sì che Porto Rico diventi a tutti gli effetti uno Stato federato statunitense: tale opzione è detta statehood.

Dagli inizi del XIX secolo, il movimento indipendentista di Porto Rico ha utilizzato sia metodi pacifici e politici che approcci violenti e rivoluzionari per promuovere i propri obiettivi. La dichiarazione d'indipendenza di Porto Rico avvenne il 23 settembre 1868 in un evento noto come Grito de Lares, dove fu issata la prima bandiera portoricana ed ebbe luogo la prima grande rivolta contro la Spagna. Ancora oggi, la bandiera del Grito de Lares è spesso utilizzata come simbolo dell'indipendentismo portoricano; i ribelli adottarono quella attuale a partire dal 1895. 
Dalla metà del XIX secolo, diversi movimenti politici organizzati hanno combattuto per l'indipendenza dell'isola, dove storicamente è esistito uno spettro di sentimenti e partiti politici autonomisti, nazionalisti e indipendentisti.
Il movimento indipendentista non ha ottenuto un sostegno diffuso a causa delle persecuzioni storiche e il sostegno elettorale è diminuito significativamente dalla seconda metà del XX secolo. In un referendum tenutosi nel 2012, il 5,49% della popolazione ha votato a favore dell’indipendenza, mentre il 61,1% si è dichiarato favorevole alla statehood. Tuttavia, è bene notare che molti sostenitori dell’indipendenza, come i membri del Partito Nazionalista Portoricano, non partecipano agli eventi elettorali, quindi la reale percentuale di sostenitori dell'indipendenza potrebbe essere superiore alla cifra appena citata.
Nelle elezioni generali portoricane del 2020, il Partito Indipendentista Portoricano ha ricevuto il 13,6% dei voti: si tratta di un grande successo rispetto alle elezioni precedenti del 2016, dove il risultato ottenuto era stato del 2,1%.
Nel marzo 2025, i membri del Congresso fecero pressione sul presidente Donald Trump affinché prendesse in considerazione l'idea di rendere Porto Rico una nazione indipendente. Una bozza di ordine esecutivo suggerisce di rendere Porto Rico una nazione indipendente..

## Movimenti e organizzazioni indipendentiste
- Esercito popolare Boricua
- Cadetes de la República
- Forze armate di liberazione nazionale
- Movimiento Independentista Nacional Hostosiano
- Asociación Independentista
- Partido Liberal de Puerto Rico
- Partito Indipendentista Portoricano
- Partito Socialista Portoricano
- Partito Nazionalista Portoricano
- Comité Revolucionario de Puerto Rico
- Frente Socialista
- Unión de Puerto Rico
- Federación Universitaria Pro Independencia
- Young Lords